# C-5運輸機
C-5“銀河”（C-5 Galaxy）是美國洛克希德公司研製的大型戰略軍用運輸機，也是美國空軍現役最大的戰略運輸機，它能夠運載超大規格的貨物到全世界並在相對較短的距離裏起飛和降落。地面工作人員可以同時在C-5的前後艙門進行裝載和卸載。首架C-5A運輸機在1969年交付美國空軍，其後參與多場戰爭，包括越戰、第四次中东战争、南斯拉夫內戰、伊拉克及阿富汗戰爭。
升級版的C-5M「超級銀河」（C-5M Super Galaxy）配備新型引擎及其他現代化設備，預計將服役至2040年。

## 歷史

### 陸軍的運輸需求
1960年代美國空軍使用的C-133與C-124運輸機雖然還能夠滿足陸軍的需求，可是已經接近壽命週期的尾聲，服役中的C-141運輸機無法有效地勝任運輸的任務。由於機艙寬度與設計的因素，C-141無法攜帶7%空降師、22%步兵師或者是32%裝甲師的裝備，這種差距隨著陸軍採用更多重型裝備而加劇。預估到1980年代，超過1/3的輕步兵師、超過一半的機械化與裝甲師總重量的裝備的大小超過C-141機艙容許寬度。此外，自1960年代開始美國的戰略重心自純粹核子大戰轉移到包含有限度的傳統戰爭，也加大了對戰略運輸的需求。
1961年10月軍事空運勤務司令部（Military Air Transport Service, MATS）提出取代C-133運輸機的需求，由空軍規劃CX-4的設計案，CX-4初期規劃是架配備有6具發動機的大型運輸機，但是隔年8月陸軍副參謀長對空軍參謀長表示這個設計方案並未與C-141的運輸能力有很大的差距，因此取消了CX-4設計案。陸軍方面希望最大載重量為82.5噸，機艙寬度至少15英尺（4.5公尺），能夠執行空投任務和起降於較為簡單的機場。根據這項提案，空軍將起飛跑道長度要求放寬到8,000英尺（2,424公尺），但是降落縮短為4,000英尺（1,212公尺）。
1962年負責研發的空軍系統司令部（Air Force System Command，AFSC）根據他們的研究和預測推出CX-X計畫，這項計畫將會採用較多的新科技，但是服役時間將會延後，反而與陸軍的期望有所衝突。此時陸軍期望的設計包含載重57.5噸下有5000海浬（9000公里）的航程，最低巡航速度400節（720公里／時），17.5英尺（5.3公尺）寬的貨艙，能夠以並排的方式容納兩個運輸平台，並且可以從機身前後同時上下貨物。而CX-X要求使用4具發動機的規格，迫使設計廠商需要尋求更優秀燃料效率的發動機才能達成技術目標。1964年這項計畫正式改名「重量級後勤系統」（CX-HLS，Heavy Logistics System）。
1964年3月美國空軍正式發出的設計需求為：
- 使用4具推力4萬磅的渦輪扇發動機。
- 巡航速度不低於0.77馬赫。
- 貨艙寬度17.5英尺（5.3公尺），前後直通，並且能夠執行空投任務。
- 能夠攜帶50噸貨物飛行5500海浬（9900公里），或者是100噸2700海浬（4860公里）。
- 最大設計重量下的最長起飛距離為8000英尺（2424公尺），無貨物下為4000英尺（1212公尺）。

空軍預計1968年7月進行第一次飛行，1969年12月達到初始操作能力（Initial Operational Capability，IOC）。

#### 競標

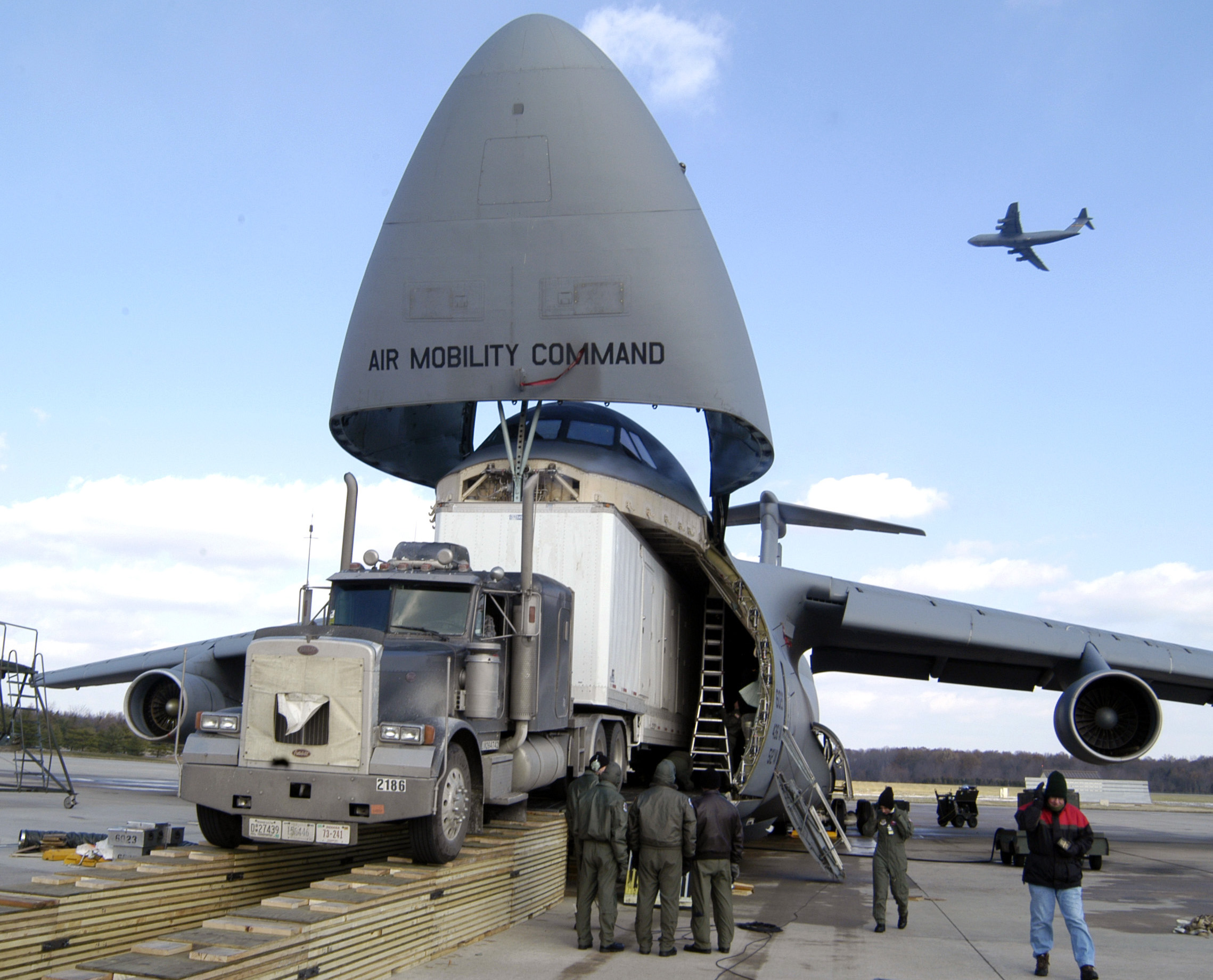
裝載整輛卡車

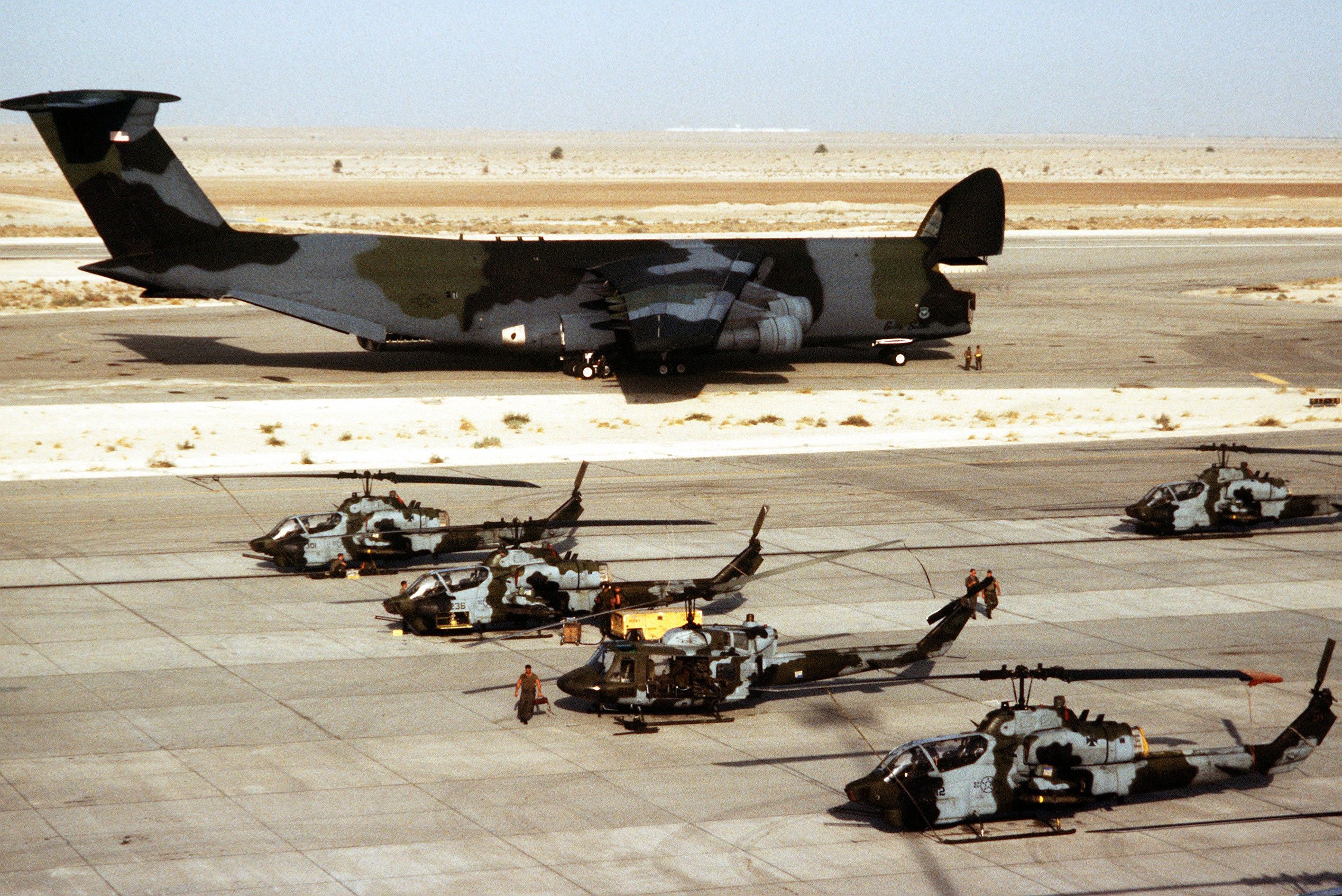
海灣戰爭時用C-5空運部署AH-1武装直昇機

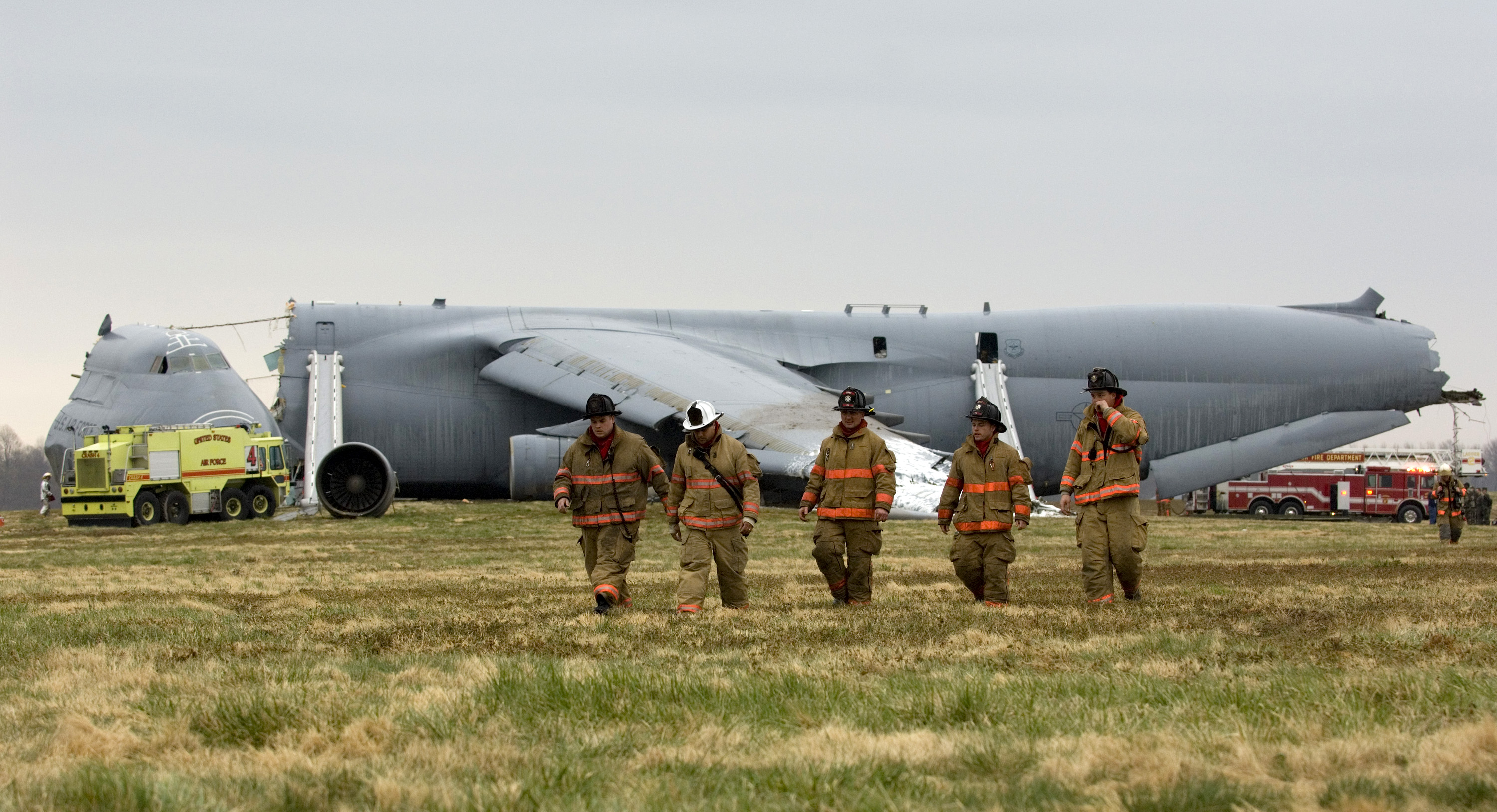
2006年一架C-5墜毀，奇蹟的是無人傷亡

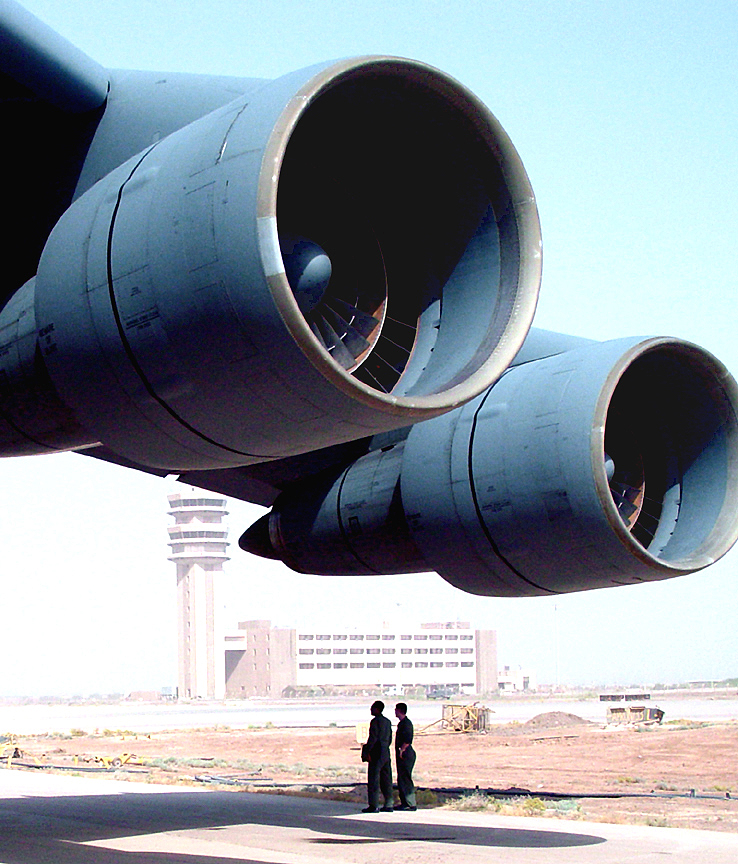
TF39引擎

1964年5月，美國空軍收到了波音、道格拉斯飛機公司、通用動力公司、洛克希德公司、馬丁·馬瑞塔對於機身的設計構想，通用電器、柯蒂斯-萊特公司、普惠公司向美軍提出發動機的構想。經過決選，1964年底美國空軍將機體設計交給波音、道格拉斯與洛克希德公司，發動機則是通用电气與普惠兩家公司。空軍將會從這三家機體設計當中選出他們最滿意的一款，進行原型機的生產和測試，這也是後來許多問題發生的源頭，也讓美國空軍後來修改飛機競標與採購的程序，藉由原型機試飛的資料做出最後的決定。
在設計階段，三家公司的設計概念不謀而合的都決定將駕駛艙放置在貨艙上方，確保機首入口裝卸貨物時不受阻礙。而洛克希德設計案的尾翼使用T型垂直尾翼，波音與道格拉斯則是採用傳統尾翼設計。都要求空軍將機體總重放寬到7萬磅（37180公斤），這項要求令空軍方面相當困擾，因此定下任何增重超過200磅的修改都需要空軍總司令部同意才可以的規定。由於機體的重量節節上升，減重是勢在必行。其中一種較為不誠實的減重手段是將機上可以拆除的設備，像是後方的卸貨板，固定用的鋼纜，貨架與固定網，備用零件或者是工具組等等正常裝備都扣除機體的重量以外，如此一來可以減少8800磅（3995公斤）。
在設計競標中，空軍認為波音的機體設計性能會是三家中最佳者，但是洛克希德提供空軍最低的合約成本。在1965年9月，美國空軍宣布由洛克希德獲得競標，在同年12月簽約。發動機則是在1965年8月由通用電氣獲得競標，通用電氣的TF39渦輪扇發動機使用當時尚未普及的高旁通比設計概念，當時的噴射發動機旁通比多半不超過1:2，而TF39的旁通比為1:8，這讓發動機可以引進更多的氣流提升引擎動力。

## 任務
具有強大運載能力的C-5爲美國空軍機動司令部（Air Mobility Command，AMC）提供空中運輸，以支持美國國家防務。C-5和C-17是AMC的戰略運輸理念中的二大搭檔。它們可以随時滿載全副武裝的戰鬥部隊（包括主力戰車）到達全球的任何地方，爲戰鬥中的部隊提供野外支援。而保持戰略運輸能力，使美國可以隨時用強大的後勤，不單是精良的裝備，也可以將本土所擁有的軍營設備與美國產的物資、食品飲水等移動到萬里之外的戰場慰勞水土不服的官兵。

## 特點
C-5的特點包括： 
- 貨艙長121英尺、高13.5英尺、寬19英尺
- 上層艙可載運75名乘客
- 在滿載的情況下可以在8300英尺（2300米）的距離内起飛并在4900英尺（1493米）的距離内降落
- 高浮動起落裝置的28個輪胎共擔重量
- 前鼻和後艙門可以完全打開，使裝載快速和便捷
- 可以“跪下”的起落裝置使得停着的機身降低，使得貨艙的地板與汽車高度相當以方便車輛的裝卸
- 每端全寬度供行駛的坡道可同時裝載兩排車輛
- 系統可通過超過800個的測試點記錄分析資訊和發現故障

C-5在外觀上與其姐妹機C-141非常相似，但C-5要大得多。兩種飛機都有與衆不同的T形尾翼（T-tail）、25度機翼掠角以及安裝在機翼吊架下的四台渦扇引擎（turbofan）。
銀河号運輸機幾乎可以裝載美軍的全部戰鬥裝備，包括巨大且重達74噸的移動棧橋，從美國到達全球任何一個戰場。 
C-5有四台TF39渦扇引擎，每台推力爲191KN。他們各重7900磅（3555公斤），進氣口直徑超過8.5英尺（2.6米）。每個引擎都有近27英尺（8.2米）長。 
銀河号有12個機翼内置油箱，共可攜帶51150加侖（194370升）的燃油，可以裝滿6.5個常規的美國鐵路油槽車。滿載油料重量爲330,500磅（150,820公斤）。無需空中加油，一架裝載270,000磅（122,000公斤）的C-5可以飛行2150海浬（4000公里），卸載後，還能飛往離第一個目的地500海浬（900公里）的基地。如果有空中加油，那該機的航程就僅僅取決于機組人員的耐力了。

## 發展史

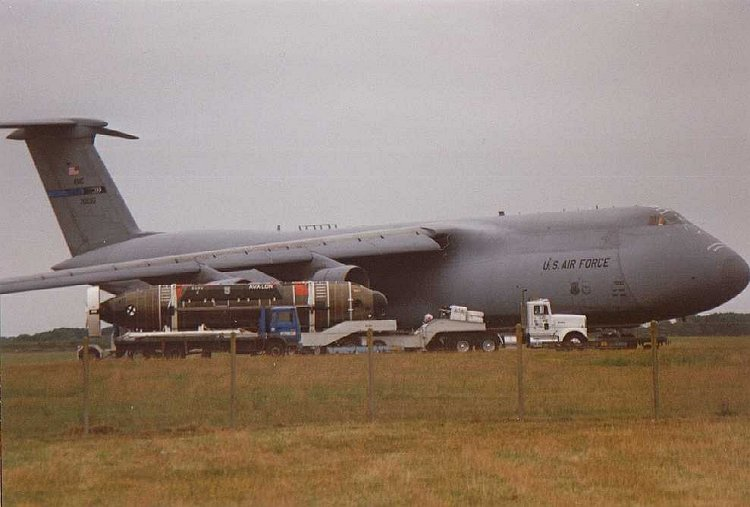
C-5搭載深潛救助艇（DSRV）「阿瓦隆」抵達法國布雷斯特機場。

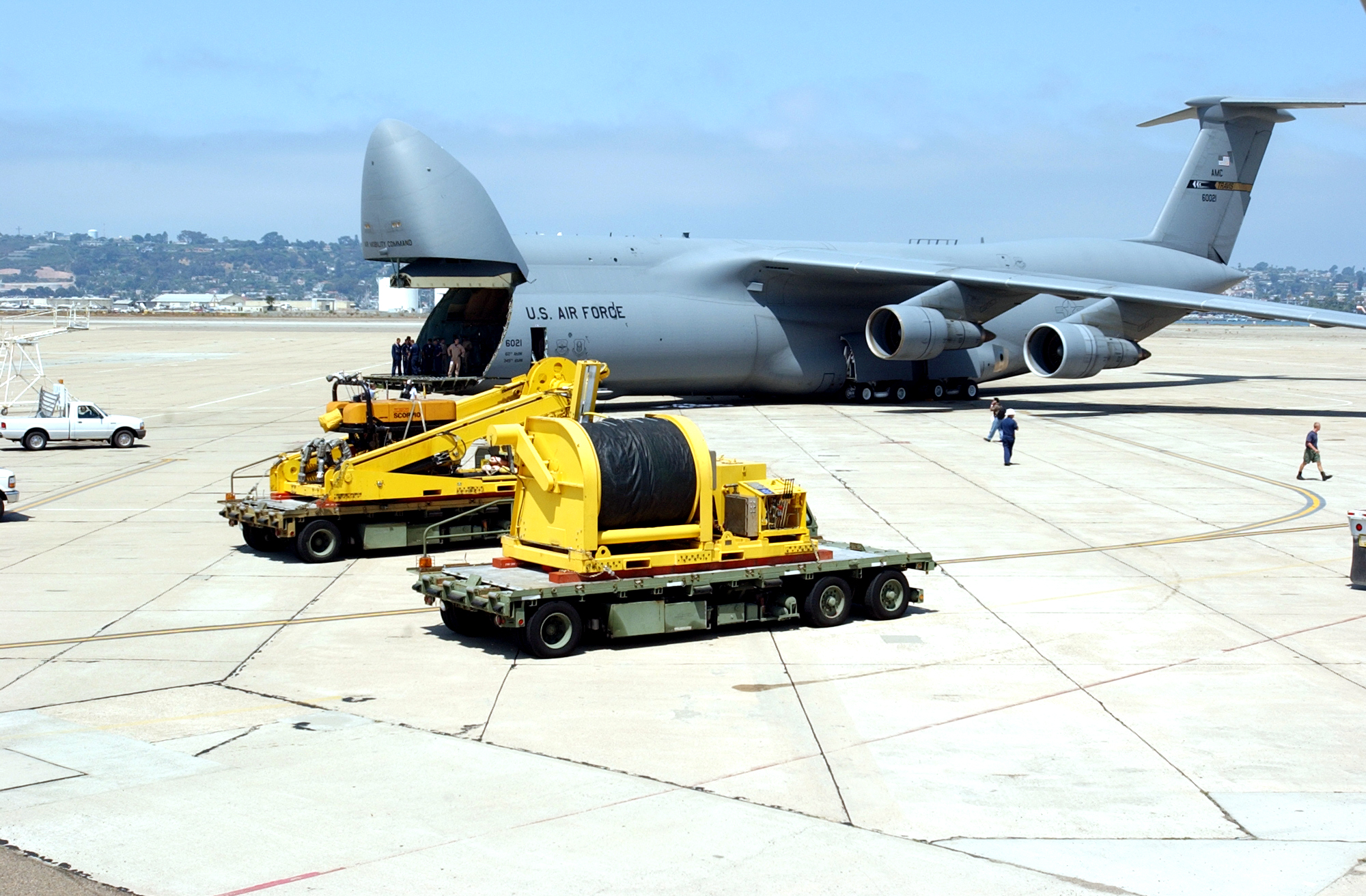
超級天蠍座（Super Scorpio）機器人援救艇正被裝上C-5。

C-5在美軍軍機開發案中為業界知名的，是因為它為美國空軍史上第一件開發成本超支10億美金的計畫，因為研發進度延宕且預算超支，該計畫在1968至1969年間成為國會調查的重要案件。C-5的預算超支由美國空軍內的吹哨人Ernest Fitzgerald與洛克希德公司的專案管理工程師Henry Durham揭露，但兩位吹哨者在組織內最後都遭到排擠，而C-5專案也在增付預算後完成驗收，進入量產。
1970年6月，洛克希德公司向美國南卡羅來納州查爾斯頓空軍基地（Charleston Air Force Base）的第437空運聯隊（437th Airlift Wing）交付了第一架C-5A。C-5駐紮在俄克拉荷馬阿爾特斯空軍基地（Altus Air Force Base）、特拉華州多佛空軍基地（Dover Air Force Base）以及加利福尼亞州特拉維斯空軍基地（Travis Air Force Base）。1985年，AMC将一些C-5轉移至空軍儲備組成單位，開始是德克薩斯州凱利空軍基地（Kelly Air Force Base），随後是紐約州斯圖爾特國民警衛隊空軍基地（Stewart Air National Guard Base）和馬薩諸塞州韋斯托弗空軍儲備基地（Westover Air Reserve Base）。 
1989年3月，最後的50架C-5B飛機加入了美國空軍運輸機隊原有的76架C-5A機隊。C-5B包括了所有的C-5A的改進之處，也包括了超過100處額外的系統改進以改善飛機的可靠性和可維修性。所有的50架C-5B都加入到了現役部隊。
一項1997的研究表明使用將近25年後的C-5機身仍然有80％壽命，因此AMC開始了一項使C-5現代化的大膽計劃。這項C-5電子設備改進計劃始于1998年，包括升級電子設備以适應全球空中交通管理系統（Global Air Traffic Management，GATM）、改進導航及安全設備和安裝新的駕駛儀系統。計劃的另一部分是全面更換引擎和改進可靠性，包括新的引擎、吊挂、輔助動力單元、升級飛機外形和框架、起降裝置和增壓系統。這項現代化的計劃将重建飛機的可靠性和可維護性、維持結構和系統的完整性、減少費用和增加操作性，以适應21世紀的需求預計用到2040年。不同于它的俄羅斯對手──軍民兩用的An-124，C-5僅用于軍事部門。

## 衍生型

### C-5A

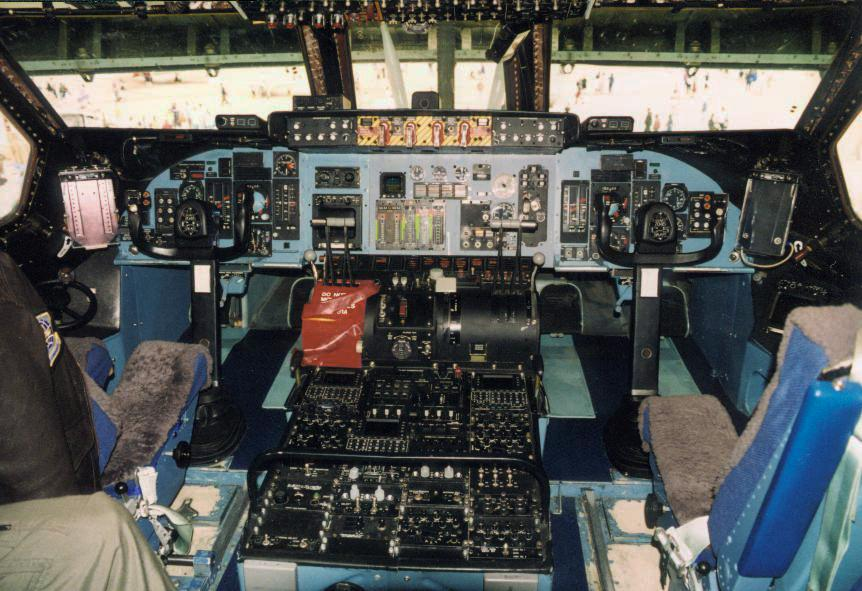
模拟式儀表版的C-5A座艙

C-5A是最早的C-5，1969年到1973年，81架C-5A交貨與美國空軍。70年代中發現許多機翼有裂紋，載重量受限。為了恢復機身性能機翼全面重新設計，77架C-5A在更新專案中換裝機翼，從1981年到1987年才換裝完畢，新機翼由複合材料製成，這種材料於設計階段時還不存在於世界上。

### C-5B
C-5B是C-5A改良版，包含所有C-5A的機翼更新和TF-39-GE-1C渦輪引擎的升級，還有航電升級，1986年到1989共有50架交貨予美國空軍。

### C-5C
C-5C是臨時修改版為了大型貨物運輸，兩架C-5（編號68-0213和68-0216）改大貨艙，移除所有運兵用的小客艙以適應大型貨棧板，NASA也用於運送人造衛星。其他還有些小修改，包含第二個電力插座以供電給需要電的貨物（例如冷凍食物艙），兩架C-5C一架是NASA一架是AFB CA所用，68-0216號機於2007年1月完成航電升級。

### C-5M

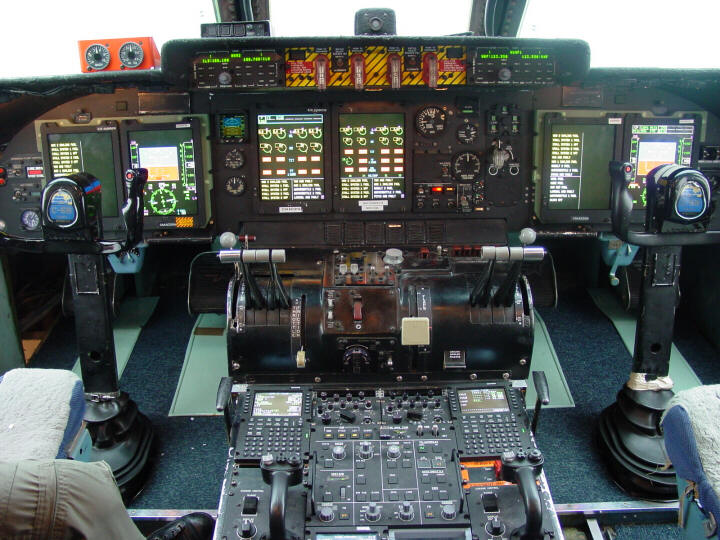
新型數位化座艙C-5M

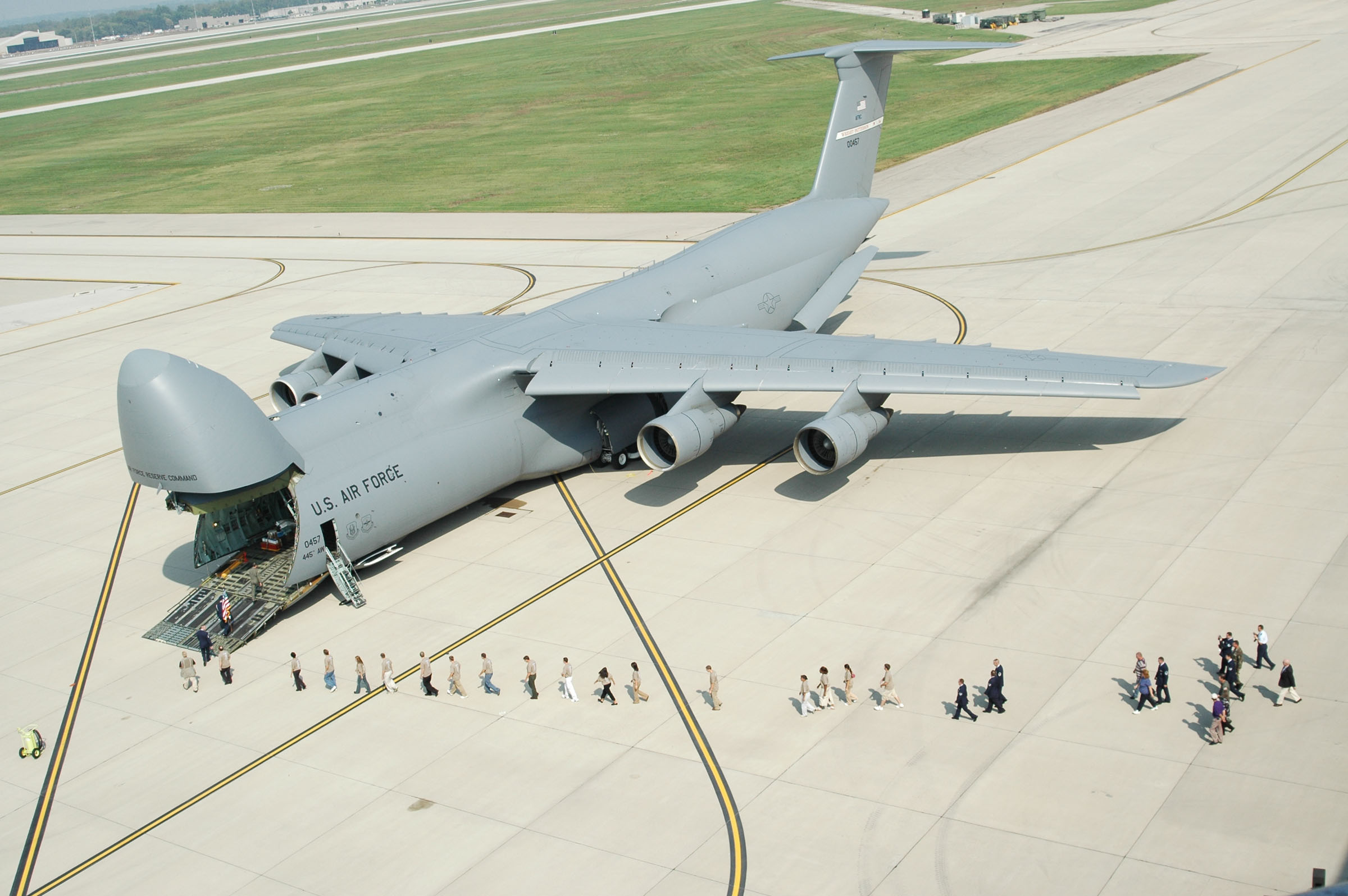
2005年新型C-5M在俄亥俄州

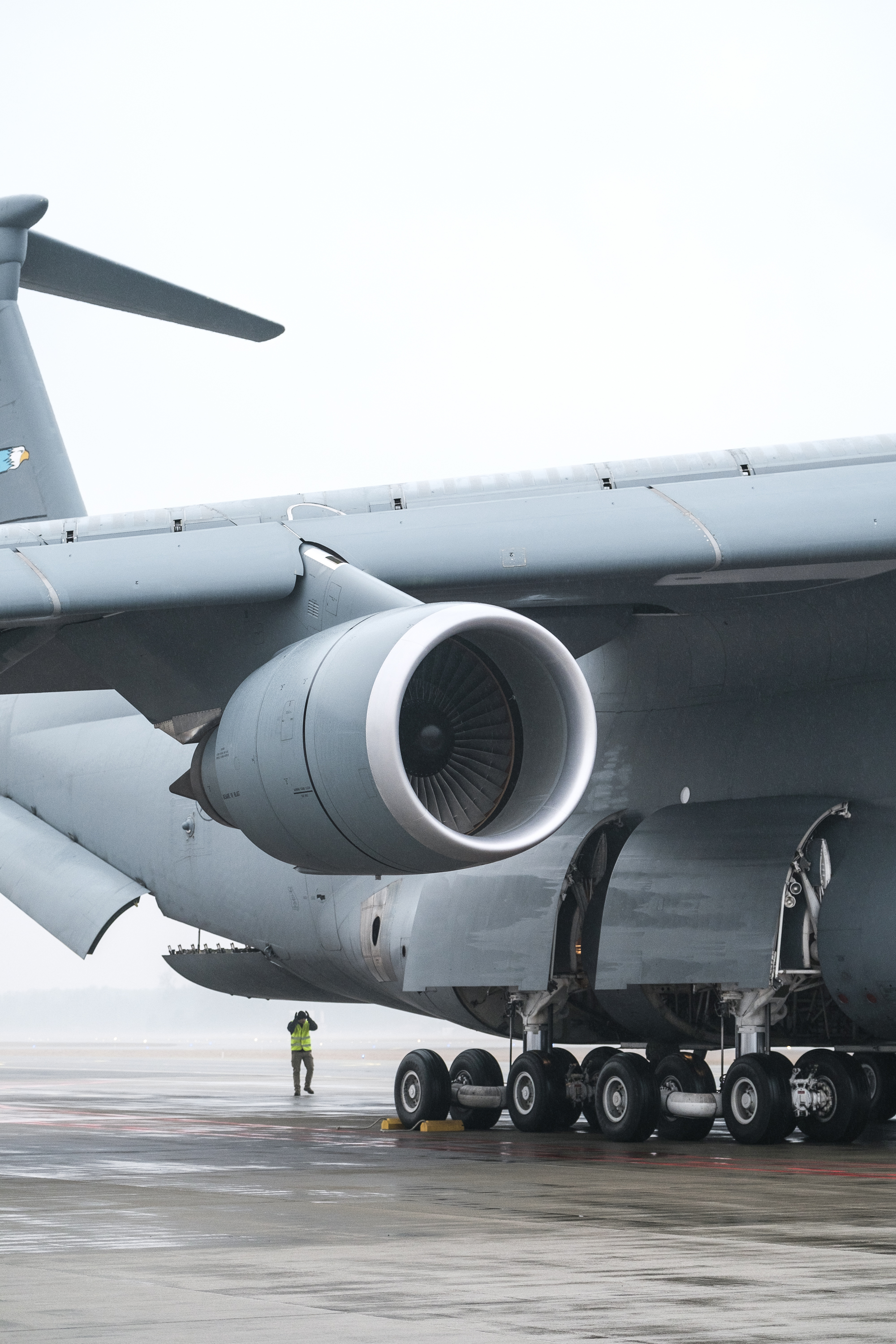
CF6引擎

研究發現C-5還剩80%機身壽命，AMC於是開始全系列C-5的升級計畫，C-5航電升級計畫（AMP）開始於1998年包含升級到支援全球空中交通管理系統的規格，改良通訊，新型液晶顯示器，導航與自動安全裝置，新型自動駕駛系統，更換CF6-80C2(F138-GE-100)發動機，第一架C-5升級機於2002年12月21日交貨。
升級版的C-5s運輸機稱作C-5M「超級銀河」（C-5M Super Galaxy），引擎推力提高了22%，起飛距離縮短了30%，爬升率提高了38%，預期將服役至2040年。

## 性能應用
巡航速度400節，每節時速相當於1.852公里/小時，C-5運輸機可以裝載：
- 277,000罐12液唡（355毫升）飲料
- 6架阿帕契直升機
- 2輛M1A2主力戰車
- 1架A-10或F-14或C-130
- 一個傘兵連外加輕型火砲數挺。
- C-5油料重量幾乎與C-141總重相當
- 每一台引擎輸出的總功率與800輛普通汽車相等
- 飛機平均在空中飛一個小時就需要進行16個小時的維修

## 現役軍用運輸機貨運能力比較
| 機型        | 最大載重（噸） | 貨艙長度          | 貨艙寬度         | 貨艙高度         |
| ----------- | -------------- | ----------------- | ---------------- | ---------------- |
| An-124      | 150            | 36（118英尺）     | 6.4（21英尺）    | 4.4（14英尺）    |
| C-5M        | 127.5          | 37（121英尺）     | 5.8（19英尺）    | 4.1（13英尺）    |
| An-22       | 80             | 32.7（107英尺）   | 4.44（14.6英尺） | 4.44（14.6英尺） |
| C-17        | 77.5           | 26.83（88.0英尺） | 5.49（18.0英尺） | 3.76（12.3英尺） |
| Y-20B       | 66             | 20（66英尺）      | 4（13英尺）      | 4（13英尺）      |
| Il-76MD-90A | 60             | 20（66英尺）      | 3.4（11英尺）    | 3.4（11英尺）    |
| A400M       | 37             | 17.71（58.1英尺） | 4（13英尺）      | 3.85（12.6英尺） |
| C-2         | 36             | 16（52英尺）      | 4（13英尺）      | 4（13英尺）      |
| C-390       | 26             | 18.5（61英尺）    | 3（9.8英尺）     | 3.4（11英尺）    |
| Y-9         | 20             | 16.2（53英尺）    | 3.2（10英尺）    | 2.6（8.5英尺）   |
| C-130J-30   | 19.8           | 16.76（55.0英尺） | 3.02（9.9英尺）  | 2.74（9.0英尺）  |

## 事故
在1975年4月4日，一架洛歇C-5A銀河在飛行嬰兒空運行動首航時在後方的貨艙門爆開後發生爆炸性減壓並在緊急降落新山一機場時墜毀。機上153人罹難，175人生還。調查人員發現部分後方的貨艙門零件在事前被移除並未沒有正確重新放置。

## 外部連結
- C-5 Galaxy U.S. Air Force fact sheet
- C-5M page on LockheedMartin.com（页面存档备份，存于）
- C-5 Galaxy page on GlobalSecurity.org（页面存档备份，存于）
- C-5 Galaxy U.S. Air Force history page
- C-5 Galaxy and Starlifter page
- C-5 Galaxy page on Air-Attack.com
- "Fatigue and Related Human Factors in the Near Crash of a Large Military Aircraft"（页面存档备份，存于）. Aviation, Space, and Environmental Medicine, Volume 77, Number 9, September 2006, pp. 963–970.